# Каполнаш
Каполнаш (рум. Capalnaș) насеље у Банату, у Румунији. Припада општини Биркиш у жупанији Арад. Према попису из 2021. године у насељу је било 815 становника.

## Историја
Место се 1733. године налази у Липовском дистрикту и има православни храм.
Аустријски царски ревизор Ерлер је 1774. године констатовао да "Каполнаш" припада Каполнашком округу, Липовског дистрикта. То је село насељено претежно Власима.
Када је 1797. године пописан православни клир у месту су била три православна свештеника. Пароси, поп Јелисеј Јелисејевић (рукоп. 1774), поп Викентије Поповић (1780) и поп Јован Поповић (1793) иако имају српска имена и презимена, служили су се само влашким говором.
У православној цркви у месту је радио половином 19. века, српски иконописац Никола Алексић.